# Jedenácté přikázání
Jedenácté přikázání  je česká filmová komedie z roku 1935 natočená režisérem Martinem Fričem podle předlohy stejnojmenné divadelní hry Františka Ferdinanda Šamberka.

## Obsah filmu
Film začíná během oslavy Silvestra na přelomu let 1900 a 1901 vítáním nového století. Notář Jiří Voborský se zadívá do Emy Králíčkové. Dívku celý večer pozoruje, ta o něj ale nejeví zájem. Jiří je naštvaný a složí s kamarády Milošem Jičínským a Emanuelem Střelou přísahu jako každý rok, že se nebude ženit. V noci doprovází opilého známého do jeho bytu. Ten si zapomněl klíče, pošle Jiřího, aby vlezl do bytu špajzem. Ten si ale splete byt a únavou usne v křesle. Ráno se probudí v pokoji u Emy Králíčkové, kterou si musí kvůli nedorozumění vzít. Novomanželé po návratu domů mají nečekanou návštěvu. Přijíždí kamarádi, před kterými Jiří svou svatbu zatajil, a svou ženu označí za svou dceru. Ta odejde a nechá Jiřímu vzkaz: „Jedenácté přikázání zní: nikdy nezapřeš ženy své!“ Vrátí se však zpět a před jeho přáteli předstírá, že je jeho dcera. Na návštěvu přijíždí její rodiče a její sestra Julie. Ta se zamiluje do Miloše Jičínského a on do ní. Emanuel Střela pokládá Emmu za svou dceru…

## Obsazení
| Hugo Haas           | notář Jiří Voborský           |
| Jiřina Štěpničková  | Emma Králíčková Voborská      |
| Marie Bečvářová     | hospodyně Františka           |
| Jindřich Plachta    | Emanuel Střela                |
| Jiří Plachý         | oficír Miloš Jičínský         |
| Truda Grosslichtová | Julie Králíčková              |
| Milada Gampeová     | Veronika Králíčková           |
| Theodor Pištěk      | majitel domu Florian Králíček |
| Václav Trégl        | švec Bartoloměj Pecka         |
| Ella Nollová        | Eližběta Vaňousová Pecková    |
| Jaroslav Marvan     | starosta města                |
| Jára Kohout         | pokladník Rousek              |

dále hrají: Karel Hašler, Betty Kysilková, Alois Dvorský